# Lijst van encyclieken van paus Leo XIII

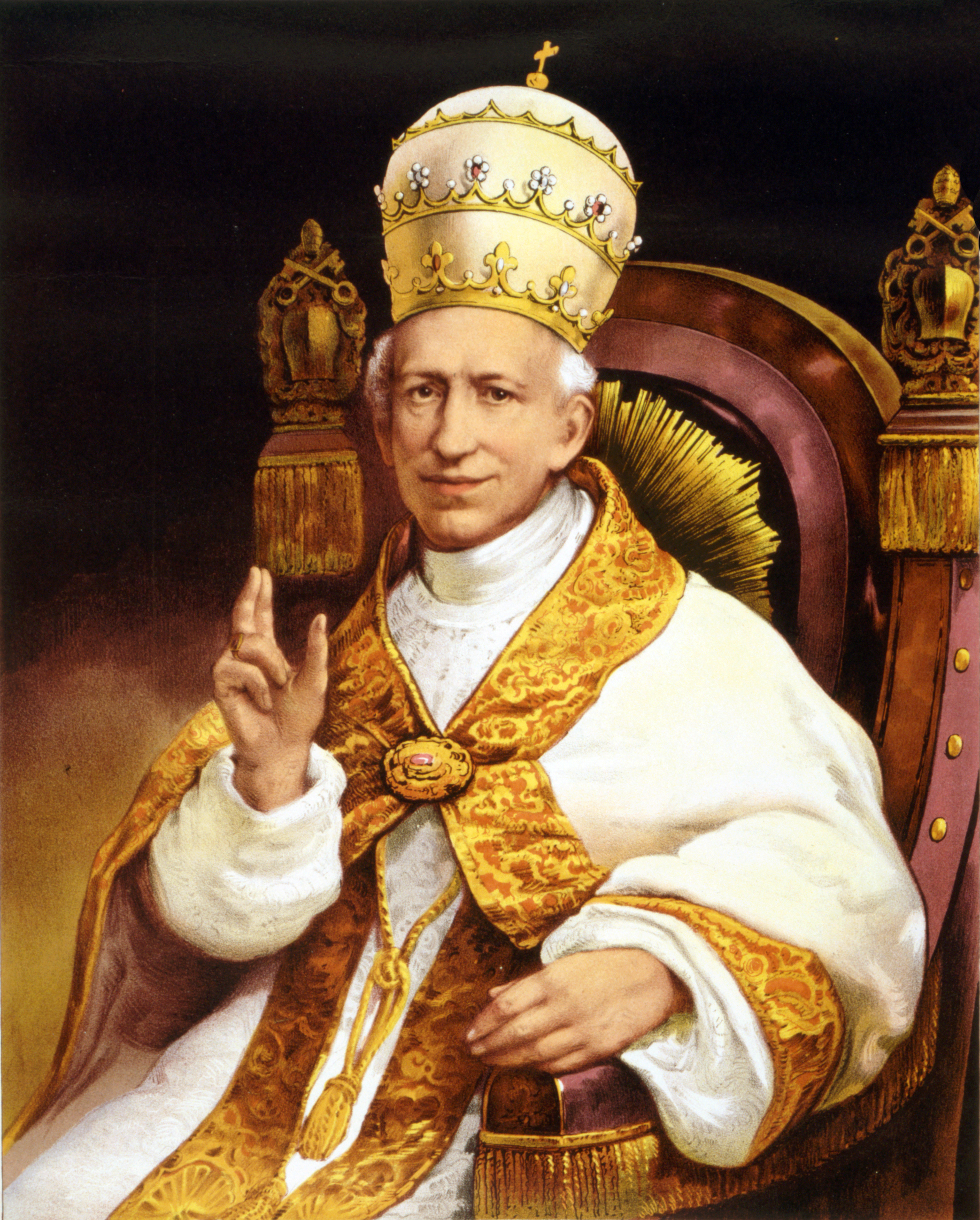
Leo XIII

Dit artikel is een lijst van encyclieken van paus Leo XIII. Hier volgen de 85 encyclieken, die Leo XIII (paus van 1878 tot 1903) geschreven heeft.
| #   | Titel (Latijn)                   | Titel (Nederlandse vertaling)         | Onderwerp                                           | Datum van publicatie |
| --- | -------------------------------- | ------------------------------------- | --------------------------------------------------- | -------------------- |
| 1.  | Inscrutabili Dei consilio        | Door Gods ondoorgrondelijke bedoeling | Het kwaad van de maatschappij                       | 21 april 1878        |
| 2.  | Quod Apostolici Muneris          |                                       | Het socialisme                                      | 28 december 1878     |
| 3.  | Aeterni Patris                   |                                       | Het herstel van de christelijke filosofie           | 4 augustus 1879      |
| 4.  | Arcanum divinae sapientia        | Het mysterie van Goddelijke wijsheid  | Het christelijke huwelijk                           | 18 februari 1880     |
| 5.  | Grande Munus                     |                                       | De heiligen Cyrillus en Methodius                   | 30 september 1880    |
| 6.  | Sancta Dei Civitas               | Gods heilige stad                     | Missiewerk                                          | 3 december 1880      |
| 7.  | Diuturnum                        |                                       | De bron van civiele macht                           | 29 juni 1881         |
| 8.  | Licet Multa                      |                                       | Katholieken in België                               | 2 augustus 1881      |
| 9.  | Etsi Nos                         |                                       | De situatie in Italië                               | 15 februari 1882     |
| 10. | Auspicato Concessum              |                                       | De Heilige Franciscus van Assisi                    | 17 september 1882    |
| 11. | Cum Multa                        | Met velen                             | De situatie in Spanje                               | 21 april 1878        |
| 12. | Supremi Apostolatus Officio      | Het hoogste apostolische ambt         | De toewijding aan de Rozenkrans                     | 1 september 1883     |
| 13. | Nobilissima Gallorum Gens        | Het meest nobele volk van Frankrijk   | De religieuze kwestie in Frankrijk                  | 8 februari 1884      |
| 14. | Humanum Genus                    |                                       | Vrijmetselarij                                      | 20 april 1884        |
| 15. | Superiore Anno                   | Vorig jaar                            | Het gebruik van de rozenkrans                       | 30 augustus 1884     |
| 16. | Immortale Dei                    | Onsterfelijke God                     | De christelijke constitutie van staten              | 1 november 1885      |
| 17. | Spectata Fides                   |                                       | Het christelijk onderwijs                           | 27 november 1885     |
| 18. | Quod Auctoritate                 |                                       | Uitroepen van een jubeljaar                         | 22 december 1885     |
| 19. | Iampridem                        |                                       | Katholieken in Duitsland                            | 6 januari 1886       |
| 20. | Quod Multum                      |                                       | De vrijheid van de Kerk                             | 22 augustus 1886     |
| 21. | Pergrata                         |                                       | Katholieken in Portugal                             | 14 september 1886    |
| 22. | Vi E Ben Noto                    |                                       | De rozenkrans en het openbare leven                 | 20 september 1887    |
| 23. | Officio Sanctissimo              | Het meest heilige ambt                | Katholieken in Beieren                              | 22 december 1887     |
| 24. | Quod Anniversarius               | De jubilaris                          | Zijn jubileum in het ambt                           | 1 april 1888         |
| 25. | In Plurimis                      |                                       | De afschaffing van Slavernij                        | 5 mei 1888           |
| 26. | Libertas praestantissimum donum  |                                       | De natuur van menselijke vrijheid                   | 20 juni 1888         |
| 27. | Saepe Nos                        |                                       | Boycotten in Ierland                                | 24 juni 1888         |
| 28. | Quam Aerumnosa                   |                                       | Italiaanse immigranten                              | 10 december 1888     |
| 29. | Etsi Cunctas                     |                                       | De Kerk in Ierland                                  | 21 december 1888     |
| 30. | Exeunte Iam Anno                 |                                       | De juiste indeling van het christelijke leven       | 25 december 1888     |
| 31. | Magni Nobis                      |                                       | De Katholieke Universiteit van Amerika              | 7 maart 1889         |
| 32. | Quamquam Pluries                 |                                       | Toewijding aan Jozef van Nazareth                   | 15 augustus 1889     |
| 33. | Sapientiae Christianae           | Over Christelijke wijsheid            | Christenen als burgers                              | 10 januari 1890      |
| 34. | Dall'alto Dell'apostolico Seggio |                                       | Vrijmetselarij in Italië                            | 15 oktober 1890      |
| 35. | Catholicae Ecclesiae             | Over de Katholieke Kerk               | Slavernij in missies                                | 20 november 1890     |
| 36. | In Ipso                          | In zichzelf                           | Episcopale herenigingen in Oostenrijk               | 3 maart 1891         |
| 37. | Rerum Novarum                    | Nieuwe zaken                          | Kapitaal en werk                                    | 15 mei 1891          |
| 38. | Pastoralis                       | Over pastorale (zaken)                | Religieuze unie                                     | 25 juni 1891         |
| 39. | Pastoralis Officii               | Over het pastorale ambt               | De moraliteit van het tweegevecht                   | 12 september 1891    |
| 40. | Octobre Mense                    | De maand oktober                      | De rozenkrans                                       | 22 september 1891    |
| 41. | Au Milieu Des Sollicitudes       |                                       | Kerk en staat in Frankrijk                          | 16 februari 1892     |
| 42. | Quarto Abeunte Saeculo           |                                       | Christoffel Columbus                                | 16 juli 1892         |
| 43. | Magnae Dei Matris                | Over de grote Moeder Gods             | De rozenkrans                                       | 8 september 1892     |
| 44. | Custodi Di Quella Fede           |                                       | Vrijmetselarij                                      | 8 december 1892      |
| 45. | Inimica vis                      |                                       | Vrijmetselarij                                      | 8 december 1892      |
| 46. | Ad Extremas                      | Tot het uiterste                      | Seminaries voor inheemse geestelijken               | 24 juni 1893         |
| 47. | Constanti Hungarorum             |                                       | De Kerk in Hongarije                                | 2 september 1893     |
| 48. | Laetitiae Sanctae                |                                       | De rozenkrans                                       | 8 september 1893     |
| 49. | Providentissimus Deus            |                                       | Studie van de heilige schriften                     | 18 november 1893     |
| 50. | Praeclara Gratulationis Publicae |                                       | De hereniging van het christendom                   | 20 juni 1894         |
| 51. | Litteras A Vobis                 |                                       | De Kerk in Brazilië                                 | 2 juli 1894          |
| 52. | Iucunda Semper Expectatione      |                                       | De rozenkrans                                       | 8 september 1894     |
| 53. | Orientalium Dignitas             | De waardigheid van de oosterlingen    | De oostelijke Kerken                                | 30 november 1894     |
| 54. | Christi Nomen                    |                                       | Verspreiding van het geloof en de oostelijke Kerken | 24 december 1894     |
| 55. | Longinqua                        |                                       | De Kerk in de Verenigde Staten van Amerika          | 6 januari 1895       |
| 56. | Permoti Nos                      |                                       | Sociale omstandigheden in België                    | 10 juli 1895         |
| 57. | Adiutricem                       |                                       | De rozenkrans                                       | 5 september 1895     |
| 58. | Insignes                         |                                       | 1000 jaar Hongarije                                 | 1 mei 1896           |
| 59. | Satis Cognitum                   |                                       | De eenheid van de Kerk                              | 29 juni 1896         |
| 60. | Fidentem Piumque Animum          |                                       | De rozenkrans                                       | 20 september 1896    |
| 61. | Divinum Illud Munus              |                                       | De heilige Geest                                    | 9 mei 1897           |
| 62. | Militantis Ecclesiae             |                                       | De heilige Petrus Canisius                          | 1 augustus 1897      |
| 63. | Augustissimae Virginis Mariae    | Van de meest verheven maagd Maria     | De rozenkrans                                       | 12 september 1897    |
| 64. | Affari Vos                       |                                       | De kwestie van de Manitoba school                   | 8 december 1897      |
| 65. | Caritatis Studium                | De studie van liefdadigheid           | De Kerk in Schotland                                | 25 juli 1898         |
| 66. | Spesse Volte                     |                                       | De onderdrukking van Katholieke instellingen        | 5 augustus 1898      |
| 67. | Quam Religiosa                   |                                       | De wetgeving rondom het burgerlijk huwelijk         | 16 augustus 1898     |
| 68. | Diuturni Temporis                |                                       | De rozenkrans                                       | 5 september 1898     |
| 69. | Quum Diuturnum                   |                                       | Latijns-Amerikaanse bisschoppensynode               | 25 december 1898     |
| 70. | Testem Benevolentiae Nostrae     |                                       | Deugd, natuur en goedheid en Amerikanisme           | 22 januari 1899      |
| 71. | Annum Sacrum                     | Een heilig jaar                       | De Heilig-Hart-verering                             | 25 mei 1899          |
| 72. | Depuis Le Jour                   | Sinds de dag                          | De opleiding van geestelijken                       | 8 september 1899     |
| 73. | Paternae                         | Vaders                                | De opleiding van geestelijken                       | 18 september 1899    |
| 74. | Omnibus Compertum                |                                       | Eenheid onder de Grieken                            | 21 juli 1900         |
| 75. | Tametsi Futura Prospicientibus   |                                       | Christus                                            | 1 november 1900      |
| 76. | Graves de Communi Re             |                                       | Christendemocratie                                  | 18 januari 1901      |
| 77. | Gravissimas                      | De belangrijkste/zwaarste             | Religieuze ordes in Portugal                        | 16 mei 1901          |
| 78. | Reputantiubus                    |                                       | Het taalvraagstuk in Bohemen                        | 20 augustus 1901     |
| 79. | Urbanitatis Veteris              |                                       | De oprichting van een seminarie in Athene           | 20 november 1901     |
| 80. | In Amplissimo                    |                                       | De Kerk in de VS                                    | 15 april 1902        |
| 81. | Quod Votis                       |                                       | Een voorgestelde Katholieke universiteit            | 30 april 1902        |
| 82. | Mirae Caritatis                  |                                       | De heilige eucharistie                              | 28 mei 1902          |
| 83. | Quae Ad Nos                      |                                       | Over de Kerk in Bohemen en Moravië                  | 22 november 1902     |
| 84. | Fin Dal Principio                |                                       | De opleiding van geestelijken                       | 8 december 1902      |
| 85. | Dum Multa                        |                                       | Het huwelijk                                        | 24 december 1902     |